# Джонстон, Дженнифер
Дженнифер Джонстон (англ. Jennifer Johnston; 12 января 1930, Дублин — 25 февраля 2025, Дун-Лэаре) — ирландская прозаик и драматург. Получила Уитбредовскую премию, Ирландскую книжную премию (Irish Book Awards), премию Ирландского PEN-клуба (Irish PEN Award) и другие литературные премии.

## Биография
Дженнифер Джонстон родилась в семье актрисы Шелы Ричардс и драматурга Дениса Джонстона (англ. Denis Johnston) и с детства вращалась в богемной среде. Она окончила дублинский Тринити-колледж, в юности пробовала себя на сцене, но вышла замуж в 1951 году за своего однокурсника и не стала продолжать актёрскую карьеру, уехав с мужем в Лондон и родив ему четырёх детей. Свой первый роман Джонстон опубликовала, когда ей было 42 года.
Умерла 25 февраля 2025 года в Дун-Лэаре в возрасте 95 лет.

### Романы
- The Captains and the Kings (1972) — получил премию «Авторского клуба» (англ. Author's Club First Novel Award)
- The Gates (1973)
- How Many Miles to Babylon? (1974)
- Shadows on Our Skin (1977) — номинировался на Букеровскую премию, вошёл в шортлист
- The Old Jest (1979) — получил Уитбредовскую премию-1979
- The Nightingale and Not the Lark (1980)
- The Christmas Tree (1981)
- The Railway Station Man (1985)
- Fool’s Sanctuary (1988)
- The Invisible Worm (1992)
- The Illusionist (1995)
- Three Monologues: «Twinkletoes», «Musn’t Forget High Noon», «Christine» (1995)
- The Desert Lullaby (1996)
- Finbar’s Hotel, edited by Dermot Bolger (1997) (Contributor)
- Two Moons (1998)
- The Essential Jennifer Johnston (1999) (сборник, в который вошли «The Captains and the Kings», «The Railway Station Man» и «Fool’s Sanctuary»)
- Great Irish Stories of Murder and Mystery (2000) (Contributor)
- The Gingerbread Woman (2000)
- Mondschatten (2000)
- The Great Shark Escape (2001)
- This is not a Novel (2002)
- Grace and Truth (2005)
- Foolish Mortals (2007)
- Truth or Fiction (2009)
- Shadowstory (2011)
- Fathers and Son (2012)
- A Sixpenny Song (2013)

### Пьесы
- The Nightingale and Not the Lark (1981)
- Indian Summer (1983)
- Andante un Poco Mosso, in The Best Short Plays 1983, (1983)
- The Porch (1986)
- The Desert Lullaby: A Play in Two Acts (1996)
- The Christmas Tree: A Play in Two Acts (2015)

По её роману «The Old Jest» снят фильм «Заря».

### Издания на русском языке
- Далеко ли до Вавилона? Старая шутка. — М.: Художественная литература, 1983. Переводчик Екатерина Гениева. 304 с. Тираж 50000.